# Puerto Esperanza (Misiones)
Puerto Esperanza – miasto w prowincji Misiones w Argentynie nad rzeką Parana. Ośrodek administracyjny departamentu Iguazú.